# Vinyl on Demand
La Vinyl on Demand è un'etichetta discografica tedesca di musica elettronica e d'avanguardia.

## Storia
Frank Maier, un archivista e collezionista di nastri e cassette pubblicati negli anni settanta e ottanta, inaugurò la Vinyl on Demand nel 2003. Durante i primi anni di attività, la casa discografica pubblicava principalmente le ristampe delle cassette di cui Maier era in possesso, comprendenti musica firmata da Die Tödliche Doris, Hermann Kopp e Mutter tra gli altri. Con il passare degli anni il catalogo dell'etichetta iniziò a includere materiale inedito. Alcuni degli artisti scritturati dall'etichetta includono John Duncan, Clair Obscur, Current 93, The Legendary Pink Dots, SPK, Nurse with Wound, Psychic TV, Asmus Tietchens, Conrad Schnitzler, Merzbow e Stratis.